# Simon Oakland
Simon Oakland est un acteur américain né le 28 août 1915 à New York et mort le 29 août 1983 à Cathedral City (Californie). Il a participé à plus de deux cents épisodes de séries télé américaines dont le rôle le plus connu en France est celui du général Thomas Moore dans la série américaine Les Têtes brûlées avec Robert Conrad comme acteur principal. Au cinéma, on se souviendra de sa confrontation tendue face à Steve McQueen dans le film La Canonnière du Yang-Tsé de Robert Wise.

## Mort
Il meurt d'un cancer du côlon le lendemain de son anniversaire, le 29 août 1983 à 68 ans.

## Filmographie

### Cinéma
- 1958 : Je veux vivre ! (I Want to Live !) de Robert Wise
- 1960 : Qui était donc cette dame ? (Who Was That Lady?) de George Sidney
- 1960 : Psychose (Psycho) de Alfred Hitchcock
- 1960 : Crime, société anonyme (Murder, Inc.) de Burt Balaban et Stuart Rosenberg
- 1960 : La Chute d'un caïd (The Rise and Fall of Legs Diamond) de Budd Boetticher
- 1961 : West Side Story de Jerome Robbins et Robert Wise : lieutenant Schrank
- 1962 : Le Shérif de ces dames (Follow That Dream) de Gordon Douglas
- 1965 : Station 3 : Ultra Secret (The Satan Bug) de John Sturges
- 1966 : La Canonnière du Yang-Tse (The Sand Pebbles) de Robert Wise : Stawski
- 1966 : Les Fusils du Far West (The Plainsman) de David Lowell Rich : chef Black Kettle
- 1968 : Bullitt de Peter Yates
- 1970 : Melinda (On a Clear Day You Can See Forever) de Vincente Minnelli
- 1971 : Les Charognards (The Hunting Party)  de Don Medford
- 1973 : L'Empereur du Nord (Emperor of the North Pole) de Robert Aldrich

### Télévision
- 1961 :La Quatrième dimension, saison 2, épisode 24, Rendez-vous dans un siecle (The Rip Van Winkle Caper) : De Cruz
- 1962 :La Quatrième dimension, saison 4, épisode 2, Une tombe à 55 mètres de fond (The thirty fathom grave) : Captain Beecham
- 1962 : Les Incorruptibles (The Untouchables) : Canada run (Le généreux bienfaiteur, réalisé par Bernard McEveety, Jr  : Joe Palakopolous aka Mr. Pal, diffusé le 4 janvier 1962
- 1962 : Les Incorruptibles (The Untouchables) : Downfall, réalisé par Stuart Rosenberg : Peter Kalminski, diffusé le 3 mai 1962
- 1963 : Les Incorruptibles (The Untouchables) : The jazzman, réalisé par Vincent McEveety : Russ Bogan, diffusé le 30 avril 1963
- 1963 : Bonanza Saison 3 épisode 31 (Le maître du tonnerre/Thunder man) : William Poole
- 1965 :Daniel Boone - Saison 2, épisode 3 - La vallée des aztèques (The mound builders) : Dull Knife (Triste Lame)
- 1965 : Le Virginien saison 4 épisode 14 (Letter of the law) : Sanders
- 1967 : Mission impossible (Mission : impossible) Saison 1 épisode 17, Coup monté (The frame), de Allen Milner diffusé le 21 janvier 1967
- 1968 : Alexander the Great de Phil Karlson
- 1968 : Les Mystères de l'Ouest (The Wild Wild West) Saison 4 épisode 7, La Nuit des Fugitifs (The Night of the Fugitives), de Mike Moder : Diamond Dave Desmond
- 1968 : Hawai Police d'état (Hawai Five O) - Saison 1 Episode 3, Nous serons des étrangers (Benny Kalua)
- 1972 : Dossiers brûlants (Kolchak: The Night Stalker) de Jeff Rice
- 1976 : Les Têtes brûlées (Black Sheep Squadron) de Stephen J. Cannell : le général Thomas Moore
- 1978 : Evening in Byzantium, téléfilm de Jerry London